# モミジバヒメオドリコソウ
モミジバヒメオドリコソウ（紅葉姫踊り子草、学名Lamium hybridum）は、ヨーロッパ原産のシソ科の植物。キレハヒメオドリコソウとも。日本でも帰化植物として記録されている。

## 分布
フランス、スイス、ポルトガル、スペイン、イタリア、モロッコ、アルジェリアなどに分布。日本では各地で帰化植物として生育している。

## 形態
草高は約10-25cm。葉は対生で、葉縁には顕著な鋸歯があり、深く切れこむ。
花は淡紅色の唇形花で、花冠は0.5-1.25cm。萼は5裂し、長さ0.5-0.75cm。

## 近縁種
本種は、同属のホトケノザ（L. amplexicaule）とヒメオドリコソウ（L. purpurea）の交雑種起源の種であるとされており、形態的にもその2種の中間的な形質を示す。ホトケノザとは花の色や斑紋、葉の形などによって区別できる。ヒメオドリコソウとは特に形態が類似するが、ヒメオドリコソウの葉には深い鋸歯がないため区別できる。